# Earl J. Hamilton
Earl Jefferson Hamilton (Houlka, 1899 – Chicago, 7 maggio 1989) è stato uno storico statunitense.
Sono noti i suoi studi sulla storia economica della Spagna, su cui pubblicò, nel 1930, Il Tesoro americano e la Rivoluzione dei prezzi in Spagna 1501-1650.